# 주영삼
주영삼(1966년 3월 25일~)은 대한민국의 기계 체조 선수로, 1988년과 1988년 하계 올림픽에 참가했다.